# کوارتت زهی شماره ۱ (چایکوفسکی)
کوارتت زهی شماره ۱ در ر ماژور پیوتر ایلیچ چایکوفسکی اپوس ۱۱، اولین قطعه از سه کوارتت زهی کامل او بود که در زمان حیاتش ساخته و منتشر شد. اولین تلاش او پس از تکمیل موومان اول کنار گذاشته شده بود.
این آثار اولین بار در فوریه ۱۸۷۱ در مسکو در ۱۶/۲۸ مارس ۱۸۷۱ توسط چهار عضو از انجمن موسیقی روسیه: فردیناند لاوب و لودویک مینکوس، ویولن. پریانیشنیکف، ویولا؛ و ویلهلم فیتزنهاگن، ویولن سل ساخته شد. چایکوفسکی موومان دوم را برای ویولنسل و ارکستر زهی در سال ۱۸۸۸ تنظیم کرد.

## ساختار
این کوارتت دارای چهار موومان است:
1. مُدراتو و ساده (ر ماژور)
2. آندانته کانتابیله (سی بمل ماژور)
3. اسکرتسو. آلگرو نه چندان تند و با احساس – تریو (ر مینور)
4. آخربخش. آلگرو جورستو – آلگرو ویواچی (ر ماژور)

### موومان دوم - آندانته کانتابیله
نشاط کمابیش حزین در موومان دوم که تبدیل به یکی از قطعات شناخته شده شده، مبتنی بر یک آهنگ محلی است که آهنگساز در خانه خواهرش الکساندرا و خانواده او، دیویدوف‌ها در کامنکا در اوکراین شنید که توسط یک نقاش خانه سوت زده می‌شد.

#### لئو تولستوی
وقتی که این کوارتت در سال ۱۸۷۶ در یک کنسرت به افتخار لئو تولستوی اجرا شد، گفته شده که این نویسنده به خاطر این موومان به گریه افتاد: «تولستوی که کنار من نشسته بود و به آندانته کوارتت اول من گوش می‌داد، ناگهان به گریه افتاد».